# رجاء نعمة
رجاء نعمة 
روائية لبنانية، وباحثة في اللغويات الحديثة. نشرت العديد من الكتب التعليمية والتثقيفية للفتية وابحاث في التحليل الاجتماعي والنفسي للأدب، كما نشرت عدداً من الروايات والقصص في لبنان ومصر والكويت.

## سيرتها
ولدت في مدينة صور في جبل عامل (جنوب لبنان)، تابعت دراستها وحائزت على ليسانس في تاريخ من الجامعة اللبنانية في بيروت عام 1968. كما حازت الدكتوراه من جامعة السوربون عام 1984 عن دراستها «مأزق الحداثة» في أدب الروائي السـوادني «الطيب صالح» وهي دكتوراه في التحليل النفسي للأدب.

عملت كخبيرة في مناهج تعليم وتثقيف وتدريب الكبار ولها العديد من الكتب في هذا المجال، بالإضافة إلى ذلك فقد نشرت العديد من قصص الأطفال في مجلة العربي الصغير الكويتية في الثمانينات، كما وكتبت عددا من المقالات في جريدة الحياة.
 هي عضوة في تجمّع الباحثات اللبنانيات، وشاركت في تأسيس المجلس العربي للطفولة والتنمية ولها اهتمامات في مجال محو الأمية في مصر ولبنان.

## مؤلفاتها
كتبت في مجال الترجمة والرواية وتعليم الكبار والتحليل الأدبي وأبرز مؤلفاتها:

### الروايات
غالب رواياتها، تدور في دنيا الحروب وأبطالها تستوحيهم من عالم المعارك، لذا عرفت رواياتها ضمن روايات أدب الحروب.
ومع أن إحدى رواياتها منعت من النشر في بعض الدول العربية، فهي ترفض «الروايات الفضائحية التي أصبحت موضة» كما ترفض «روايات صرخات الجسد». ومن أبرز رواياتها: 
1. طرف الخيط (رواية)
2. الصورة في الحلم (رواية)
3. مريم النور (رواية)
4. حرير صاخب (رواية ممنوعة في بعض البلدان)
5. فراس وأحلام المدينة (رواية)
6. هل رأيتم وردة (رواية)
7. كانت المدن ملونة: رواية وصفت فيها جنون الحرب اللبنانية الأهلية وغطرسة الغزو الإسرائيلي علي جنوب لبنان عام1982
8. وردة شاه (رواية)
9. جاكوفا ابنة المنزل اليهودي (رواية)[4]

### التحليل الأدبي واللغوي
1. تحليل لغوي ثقافي لكتب القراءة العربية في لبنان
2. صراع المقهور مع السلطة: دراسة في التحليل النفسي الثقافي لأدب الطيب الصالح

### تعليم الكبار والتثقيف والتدريب
1. العمل العادل والقوانين؛ (كتابان ودليل تدريب) في التثقيف العمالي.
2. لحياة أفضل؛ المنهاج الوطني لتعليم الكبار (5 كتب)
3. صحة الشابات والشبان؛ (كتاب ودليل تدريب)
4. تدريب الدايات: دليل عام لتدريب الدايات في المجتمعات النامية.
5. العلم نور؛ (4 كتب ودليل تدريب) في تعليم وتثقيف العمال.

### متفرقات
1. شاركت في الكتاب السابع للباحثات اللبنانيات.

### ترجمة
1. عابر النهر: المؤلف: أنطوان بولاد- المترجم: رجاء نعمة